# Adriano Cappelli

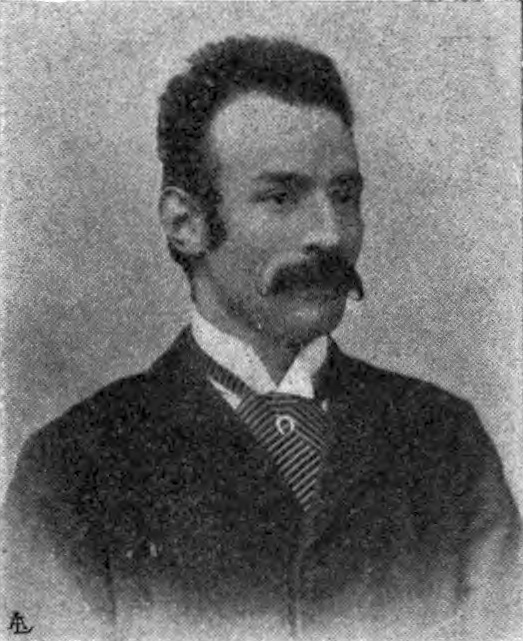
Adriano Cappelli (1899)

Adriano Cappelli (* 8. Juni 1859 in Modena; † 11. September 1942 in Vigatto, heute Ortsteil von Parma) war ein italienischer Archivar und Paläograph am Staatsarchiv Parma. Er veröffentlichte Hilfsmittel für die Historischen Hilfswissenschaften.

## Leben
Sein Vater Antonio Cappelli (1818–1887) war Historiker und Bibliothekar an der Biblioteca Estense in Modena.
Adriano Cappelli studierte am Istituto di Studi Superiori in Florenz und trat nach dem Studienabschluss mit der laurea in Lettere 1884 in Mailand in den Archivdienst ein. Das Archivio di Stato di Milano stand unter der Leitung von Cesare Cantù, der Adriano bei der Erschließung von Beständen aus der Ära der Visconti und Sforza einsetzte und ihm so zu erheblicher praktischer Erfahrung im Umgang mit Archivalien verhalf, die ihm für seine Handbücher nützlich war. 1903 wurde Cappelli als Direktor an das Staatsarchiv Parma versetzt, das er bis zum Eintritt in den Ruhestand 1925 leitete. Danach erhielt er den Titel eines direttore onorario (Direktor ehrenhalber) in Anerkennung seiner langjährigen Verdienste. Seiner lokalhistorischen Studien wegen wurde Cappelli auch in den Vorstand (Consiglio di presidenza) der Deputazione di storia patria per l’Emilia e Romagna berufen.

## Werk
Aus Cappellis Tätigkeit erwuchs das Lexicon abbreviaturarum, das er erstmals 1899 bei dem für seine kleinformatigen Handbücher bekannten Verlag von Ulrico Hoepli in einer italienischen Ausgabe veröffentlichte. Es erschien seit der 2. Auflage unter dem Volltitel „Dizionario di abbreviature latine ed italiane: usate nelle carte e codici specialmente nel medio-evo riprodotte con oltre 14000 segni incisi; aggiuntovi uno studio sulla brachigrafia medioevale, un prontuario di Sigle Epigrafiche, l’antica numerazione romana ed arabica, i monogrammi, ed i segni indicanti monete, pesi, misure“, deutsch „Wörterbuch lateinischer und italienischer Abkürzungen, wie sie in Urkunden und Handschriften besonders des Mittelalters gebräuchlich sind; dargestellt in über 14000 Zeichen, nebst einer Abhandlung über die mittelalterliche Kurzschrift, einer Zusammenstellung epigraphischer Sigel, der alten römischen und arabischen Zählung und der Zeichen für Münzen, Masse und Gewichte“.
Mehrheitlich stammen die Abbildungen aus älteren Sammlungen von Abkürzungen wie dem Lexicon diplomaticum des Johann Ludolph Walther, 1745–1747 in Göttingen veröffentlicht. Was Cappelli selbst aus den ihm in Mailand und später in Parma zugänglichen Materialien hinzugefügt hat, blieb ohne Hinweis auf die Herkunft. Auch die Angaben über die Zeitdauer des Vorkommens bestimmter Kürzungsformen sind oft irrig.
Sehr kritisch hat sich Ludwig Traube zur ersten Ausgabe geäußert, was der Verbreitung des Werkes allerdings nicht geschadet hat.
Das Nachschlagewerk erlebte bis 1929 drei Auflagen, erschien seit 1949 als Faksimile, wurde durch Auguste Pelzer supplementiert und 2011 in 7. Auflage als Neubearbeitung durch Mario Geymonat publiziert. Englische und deutsche Teil-Übersetzungen bzw. Ausgaben folgten. Kernbestand des Cappelli, wie das Hauptwerk seines Verfassers kurz heißt, ist die alphabetisch geordnete Übersicht von etwa 14.000 lateinischen und italienischen Abkürzungen aus dem Schriftgut des Mittelalters und ihren Auflösungen. Damit ist der Cappelli ein wichtiges Hilfsmittel der lateinischen Paläographie.
Als Hilfsmittel der Chronologie veröffentlichte er 1906 sein Standardwerk Cronologia e Calendario Perpetuo, das zahlreiche Auflagen und Bearbeitungen erreichte.

## Veröffentlichungen (Auswahl)
- Lexicon Abbreviaturarum. Dizionario di Abbreviature latine ed italiane. Hoepli, Mailand 1899 (= Manuali Hoepli); 2., überarbeitete Auflage ebenda 1912, 3., korrigierte Auflage 1929, 4. Auflage, als anastatischer Nachdruck mit neun weiteren Tafeln, 1949, ebenso 5. Auflage 1954, ebenso 6. Auflage (seit 1961 mit zahlreichen Abdrucken bis 2008). Eine erweiterte Neubearbeitung von Mario Geymonat erschien 2011 als 7. Auflage; durchgehende ISBN 88-203-1100-3. Deutsche Ausgaben: Leipzig 1901 und 1928.
- Cronologia e Calendario Perpetuo, Mailand: Hoepli 1. Auflage 1906, 7. erweiterte Auflage 1998 unter dem Titel Cronologia, cronografia e calendario perpetuo. Dal principio dell’ èra christiana ai nostri giorni. Tavole cronologico-sincrone e quadri sinottici per verificare le date storiche.